# Parafia św. Mateusza w Ogrodzonej
Parafia Świętego Mateusza w Ogrodzonej – parafia rzymskokatolicka w Ogrodzonej, należąca do dekanatu Goleszów, diecezji bielsko-żywieckiej.
Pierwsza wzmianka o parafii pochodzi ze spisu świętopietrza z 1447 r. Wpierw istniał tu kościół drewniany, potem zaś na jego miejscu wybudowano murowany w 1529 r. Po tym jak książę cieszyński Wacław III Adam zdecydował o uznaniu wiary luterańskiej za panującą, kościół w Ogrodzonej przeszedł w ręce ewangelików. W drugiej połowie XVII wieku powrócił do katolików, jednakże już bez własnej parafii. W protokole wizytacyjnym z 30 grudnia 1697 roku wykazuje się, że kościół w Ogrodzonej podlega parafii pw. św. Marii Magdaleny w Cieszynie. Na nowo erygowana została w 1784 roku. W jej skład wówczas weszły także okoliczne miejscowości Gumna, Kisielów i Łączka.
Swym zasięgiem parafia obejmuje ponad 1300 wiernych w miejscowościach: Ogrodzona, Gumna, Łączka i Kisielów, gdzie znajduje się kościół filialny pw. Wniebowzięcia Najświętszej Maryi Panny, poświęcony 15 sierpnia 1935 roku.
Kościół parafialny wpisano do rejestru zabytków (nr. rej. A/642/2020).

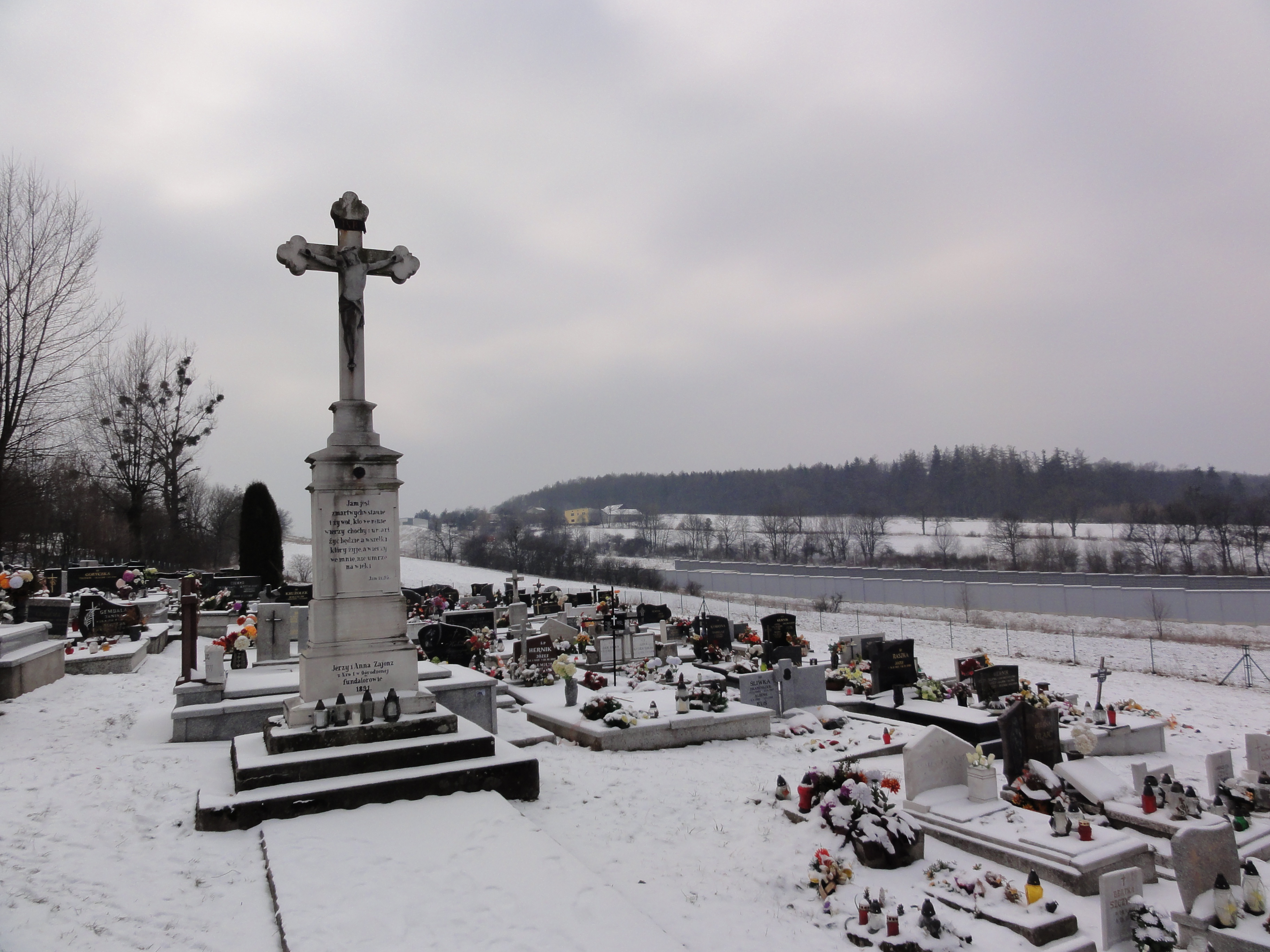
Cmentarz parafialny w Ogrodzonej
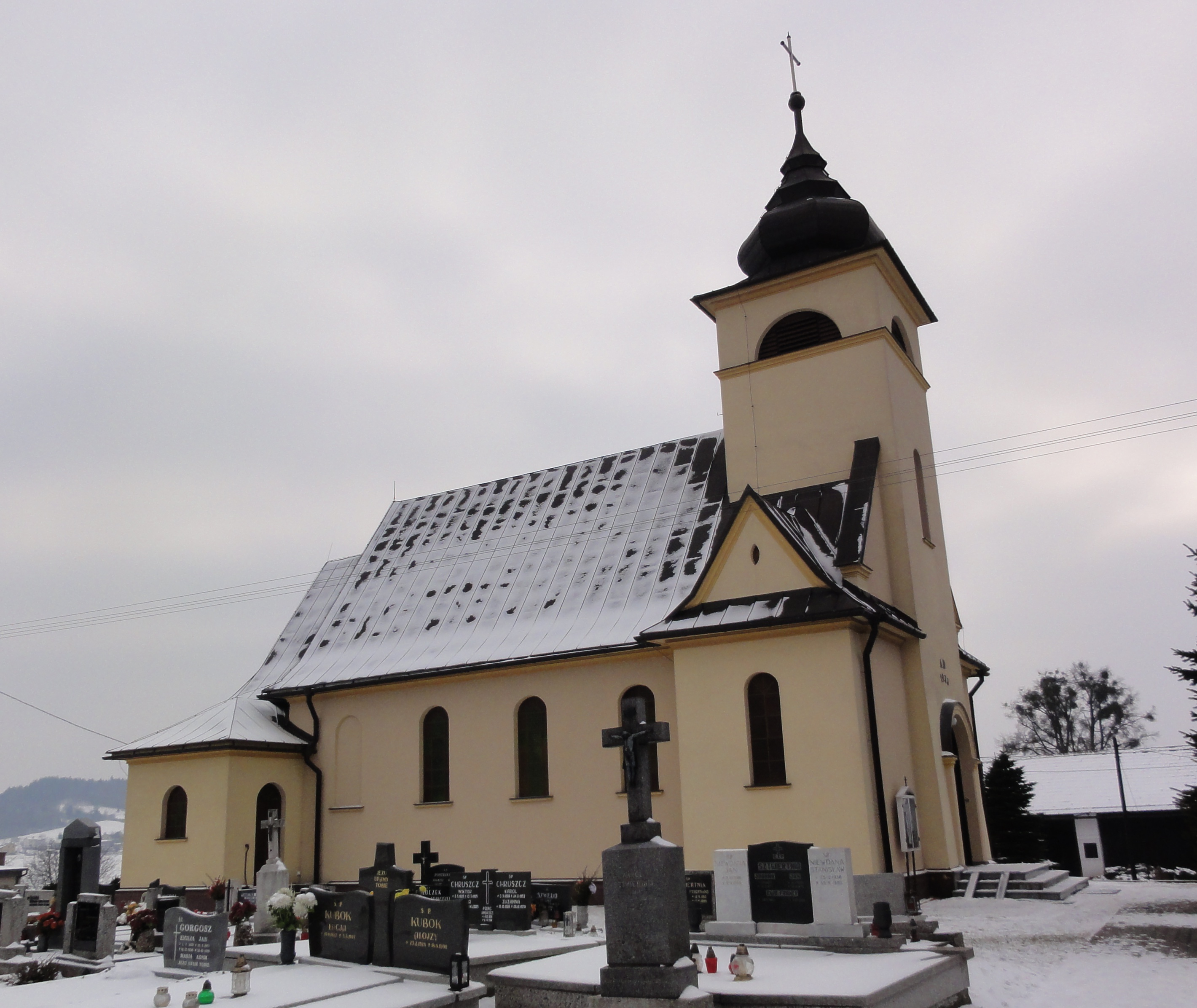
Kościół filialny Wniebowzięcia NMP w Kisielowie